# Atsushi Shirai
Atsushi Shirai (Osaka, 18 april 1966) is een voormalig Japans voetballer.

## Carrière
Atsushi Shirai speelde tussen 1989 en 2002 voor Tanabe Pharmaceutical, Consadole Sapporo, Gamba Osaka, JEF United Ichihara en Omiya Ardija.